# NGC 4748
NGC 4748 is een spiraalvormig sterrenstelsel in het sterrenbeeld Raaf. Het hemelobject werd op 27 maart 1786 ontdekt door de Duits-Britse astronoom William Herschel.

## Synoniemen
- MCG -2-33-34
- IRAS 12495-1308
- PGC 43643